# Cantó de Collonges
El cantó de Collonges era una divisió administrativa francesa del departament de l'Ain, situat al districte de Gex. Comptava amb 10 municipis i el cap era Collonges. Va desaparèixer el 2015.

## Municipis
- Challex
- Chézery-Forens
- Collonges
- Confort
- Farges
- Lancrans
- Léaz
- Péron
- Pougny
- Saint-Jean-de-Gonville

## Història
| Data d'elecció                           | Identitat         | Partit                        | Qualitat |
| ---------------------------------------- | ----------------- | ----------------------------- | -------- |
| 1945-1958                                | Joseph Rey        | SFIO                          |          |
| 1958-1975                                | Maurice Jacquinot | radical                       |          |
| 1975-1982                                | Georges Gourgier  | Divers droite, després UDF-PR |          |
| 1982-2015                                | Daniel Juliet     | Divers droite                 |          |
| les dades anteriors no són pas conegudes |                   |                               |          |
|                                          |                   |                               |          |

## Demografia
| 1962                                            | 1968  | 1975  | 1982  | 1990  | 1999  | 2008   |
| 5.124                                           | 5.639 | 6.365 | 6.580 | 7.411 | 8.431 | 10.167 |
| ----------------------------------------------- | ----- | ----- | ----- | ----- | ----- | ------ |
| A partir de 1990: Població sense dobles comptes |       |       |       |       |       |        |